# Харьковский 1-й
Ха́рьковский 1-й — хутор в Пролетарском районе Ростовской области.
Входит в состав Будённовского сельского поселения.

## География
Хутор расположен на берегу Пролетарского канала.

## Население
| 2010 |
| ---- |
| 156  |

## Улицы
- ул. Восточная,
- ул. Западная,
- ул. Мостовая,
- ул. Свободная,
- ул. Школьная.